# گاز (خودروساز روسی)

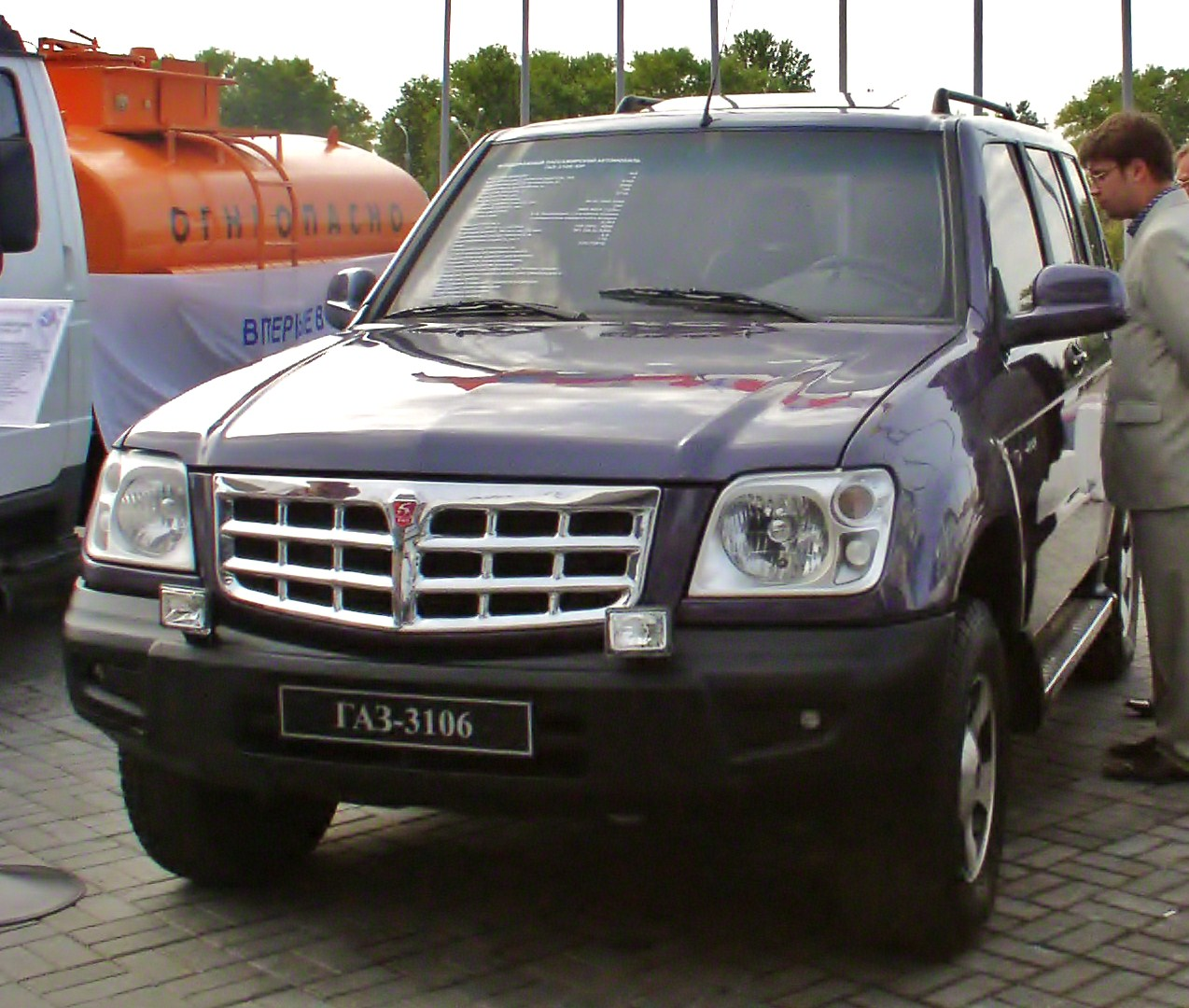
گاز ۳۱۰۶

گاز (به روسی: ГАЗ) یا گورکوفسکی اتومبیلی زاود (به معنای کارخانه خودروسازی گورکی) شرکت خودروسازی روسی است، که در سال ۱۹۲۹ در اثر همکاری میان شرکت فورد و دولت اتحاد جماهیر شوروی با عنوان ناز آغاز بکار کرد و زیرمجموعه گروه گاز می‌باشد. اکنون تاجر روس اولگ دریپاسکا مالک این شرکت می‌باشد.

## تاریخچه
در ماه مه سال ۱۹۲۹، دولت شوروی قراردادی با شرکت فورد به امضا رساند، که در پی آن، دولت شوروی قبول کرد، که حدود ۱۳ میلیون دلار سرمایه‌گذاری کند و در مقابل شرکت فورد موظف به عرضه کمک‌های فنی، تا سال ۱۹۳۸ شد.
در پی این قرارداد شرکت خودروسازی در شهر نیژنی نووگورود با نام ناز (نیژگورودسکی آوتوموبیلینی زاود) تشکیل شد و تولید خود را در ۱ ژانویه ۱۹۳۲ آغاز کرد. محصولات این شرکت با نام ناز و گاهی با نام فورد به بازار عرضه می‌شد.
نخستین محصول شرکت گاز همان فورد مدل ای‌ای بود، که تحت عنوان ناز-ای به بازار رفت. همچنین همزمان با این سواری، کامیونت فورد مدل ای ای تحت عنوان ناز-ای ای به بازار رفت. از این دو محصول که از سال ۱۹۳۲ تا ۱۹۳۶ در شرکت گاز تولید می شدند، حدود ۱۰۰ هزار دستگاه تولید شد.
در سال ۱۹۳۳، نام شهر محل استقرار این شرکت به افتخار ماکسیم گورکی به گورکی تغییر یافت، در نتیجه نام این شرکت نیز از ناز به گاز انتقال یافت.

## نگارخانه

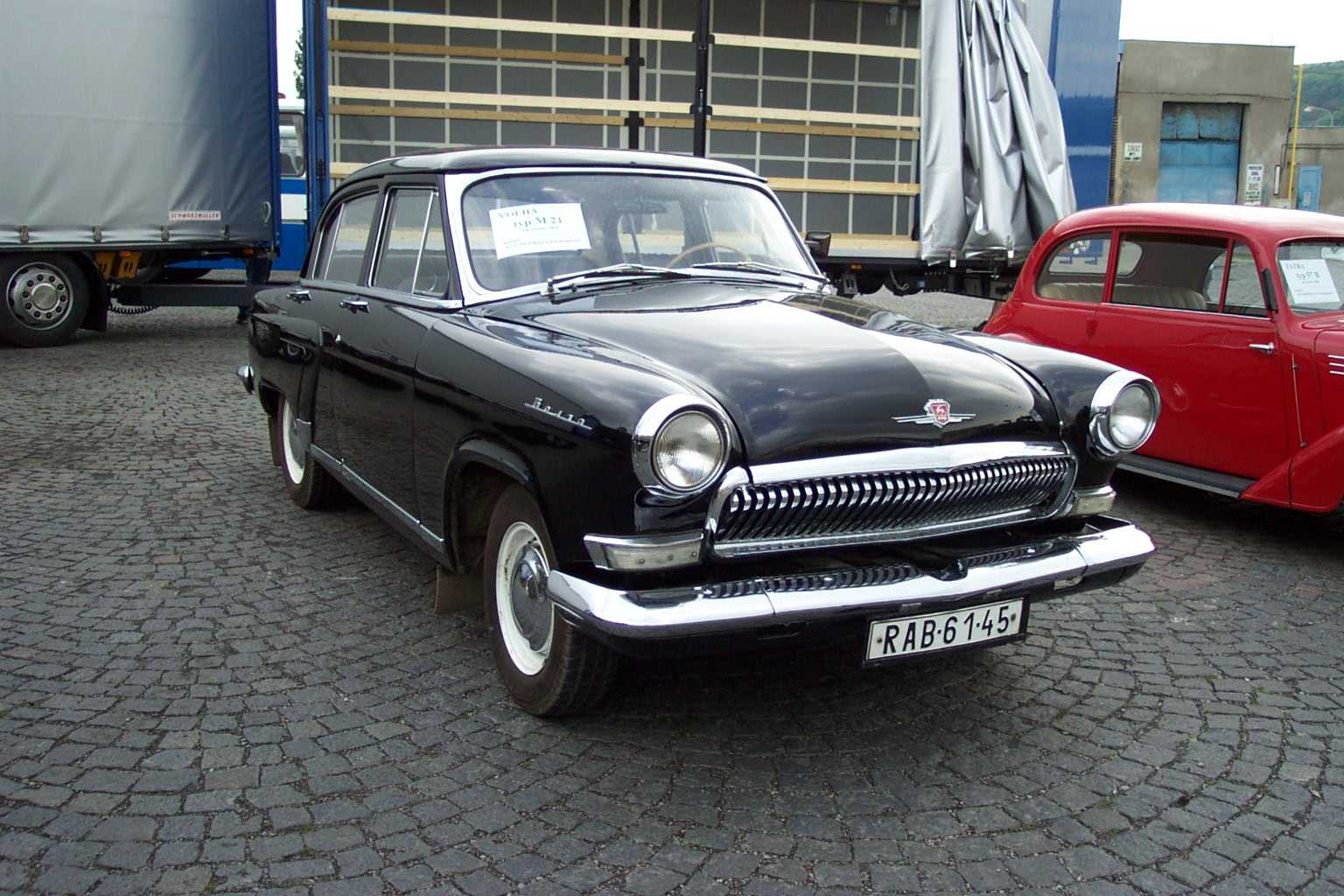
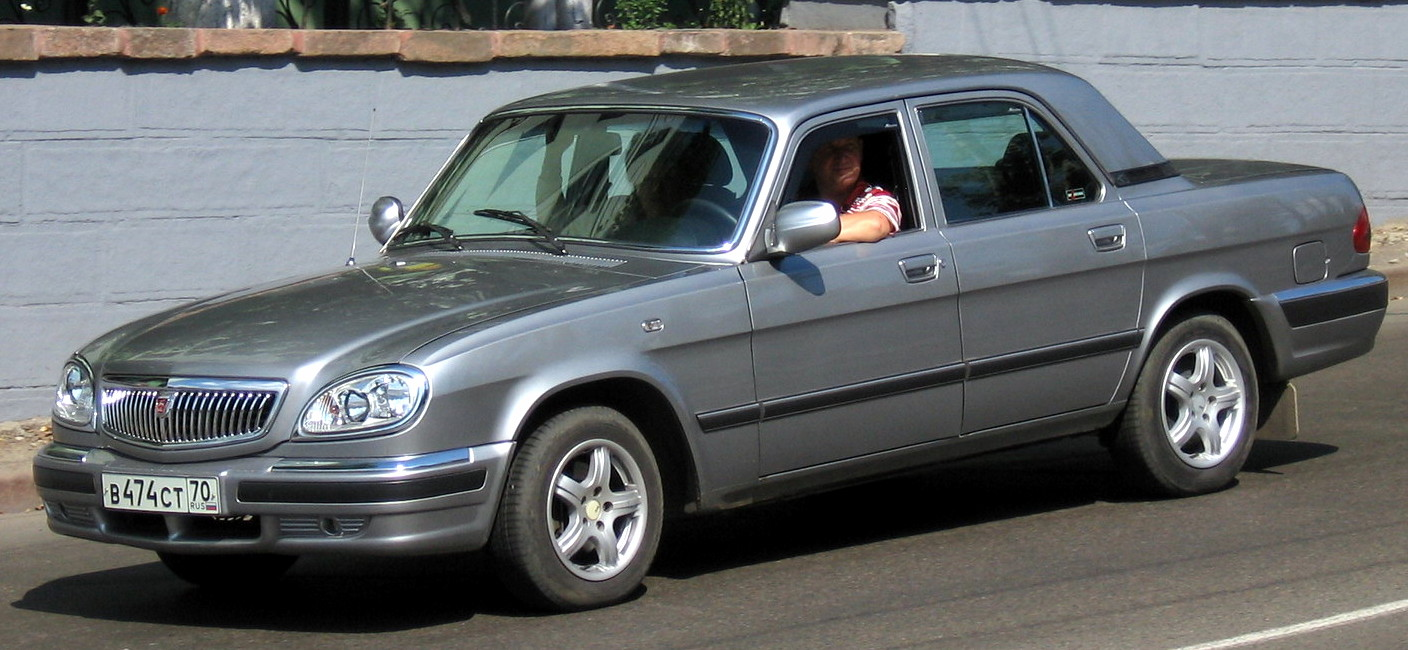
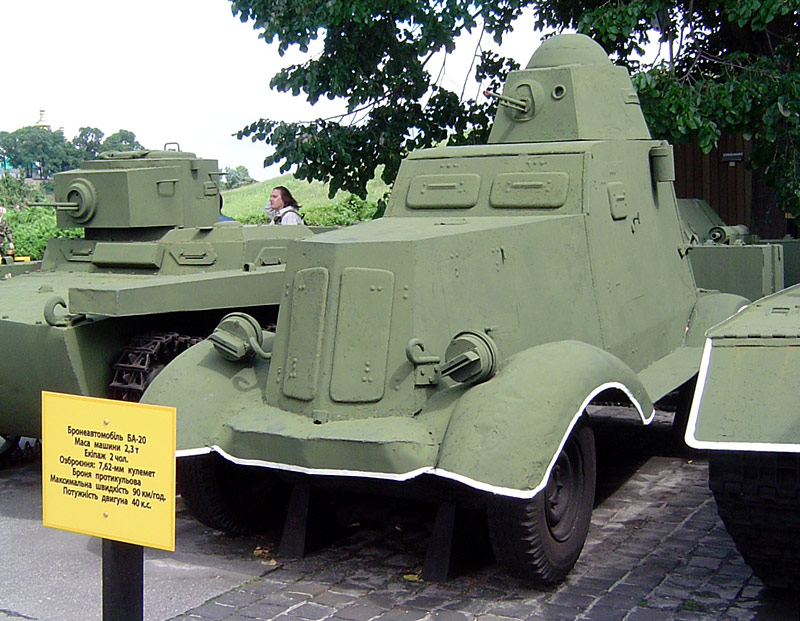
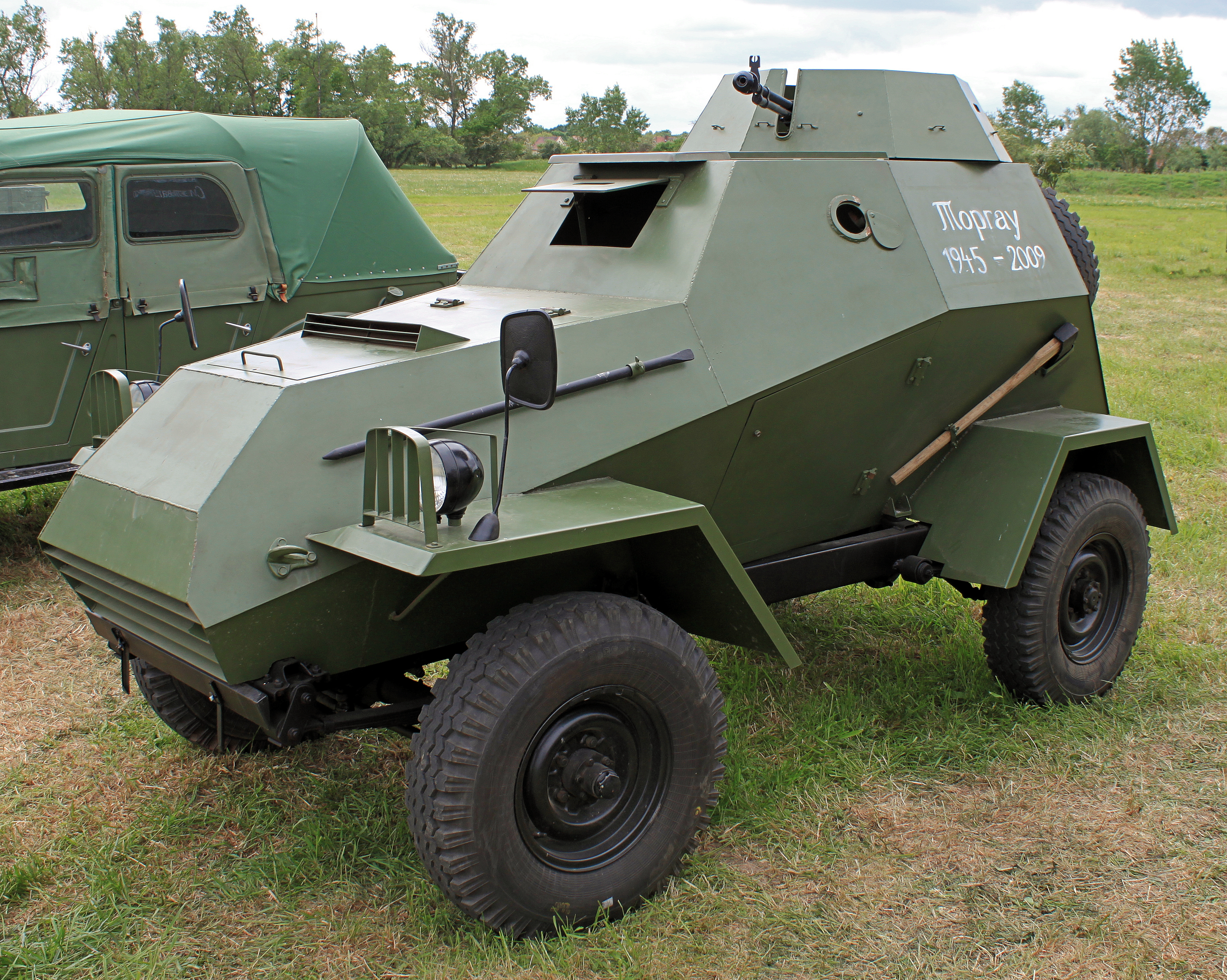
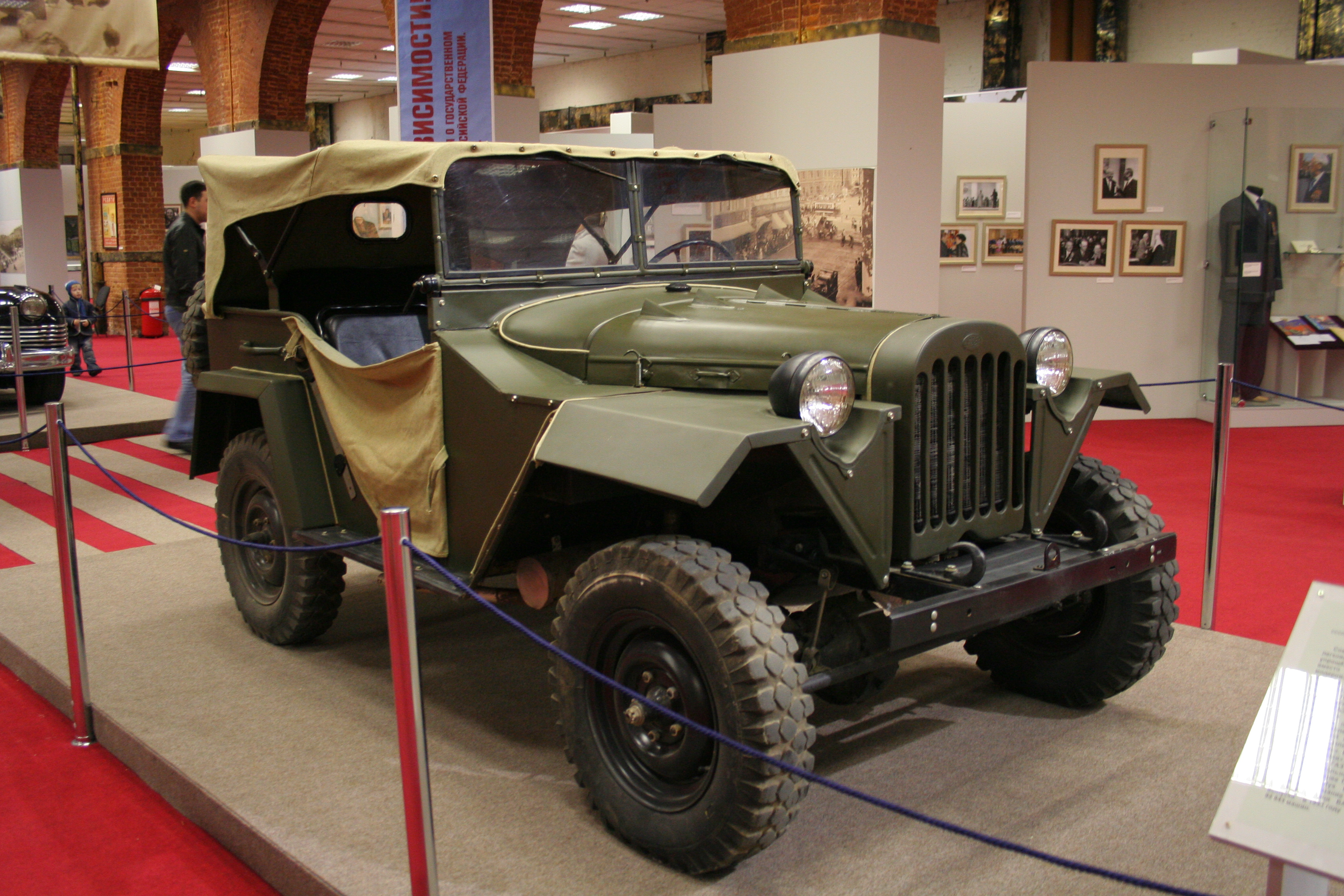
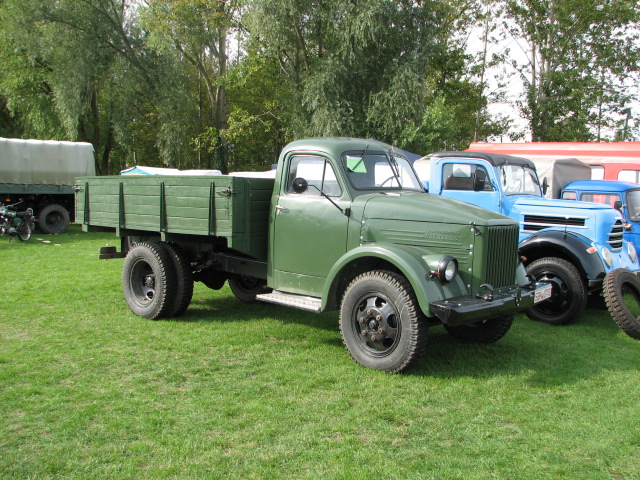
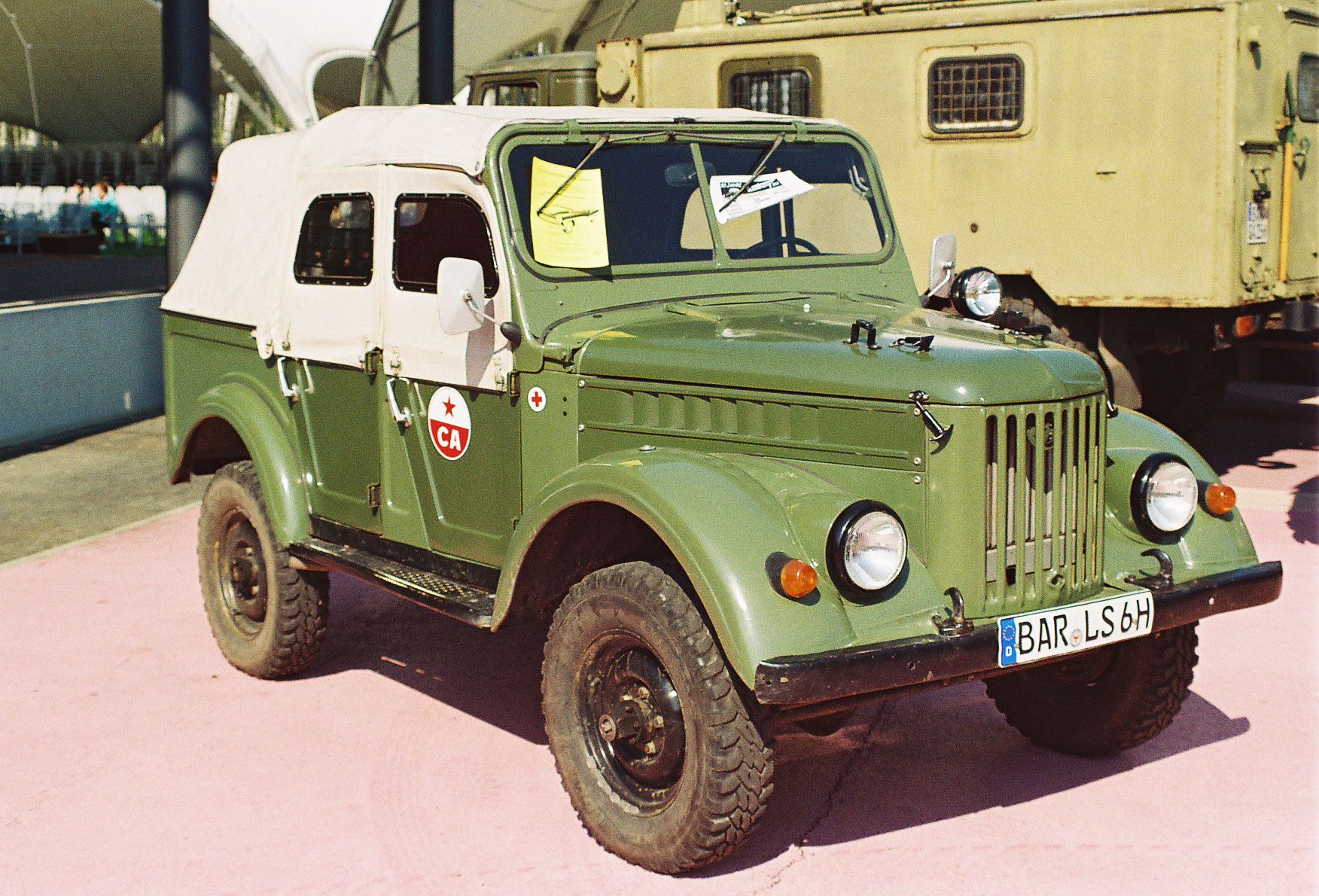
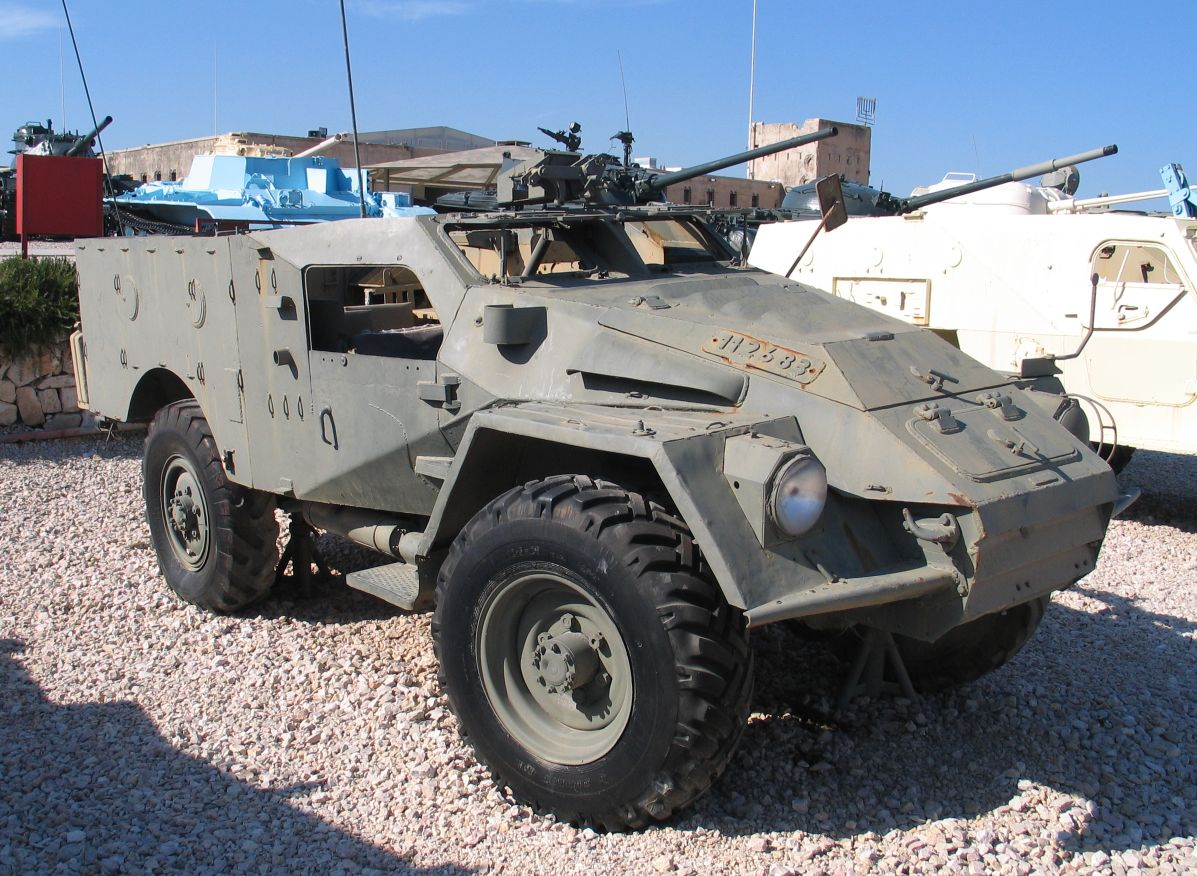
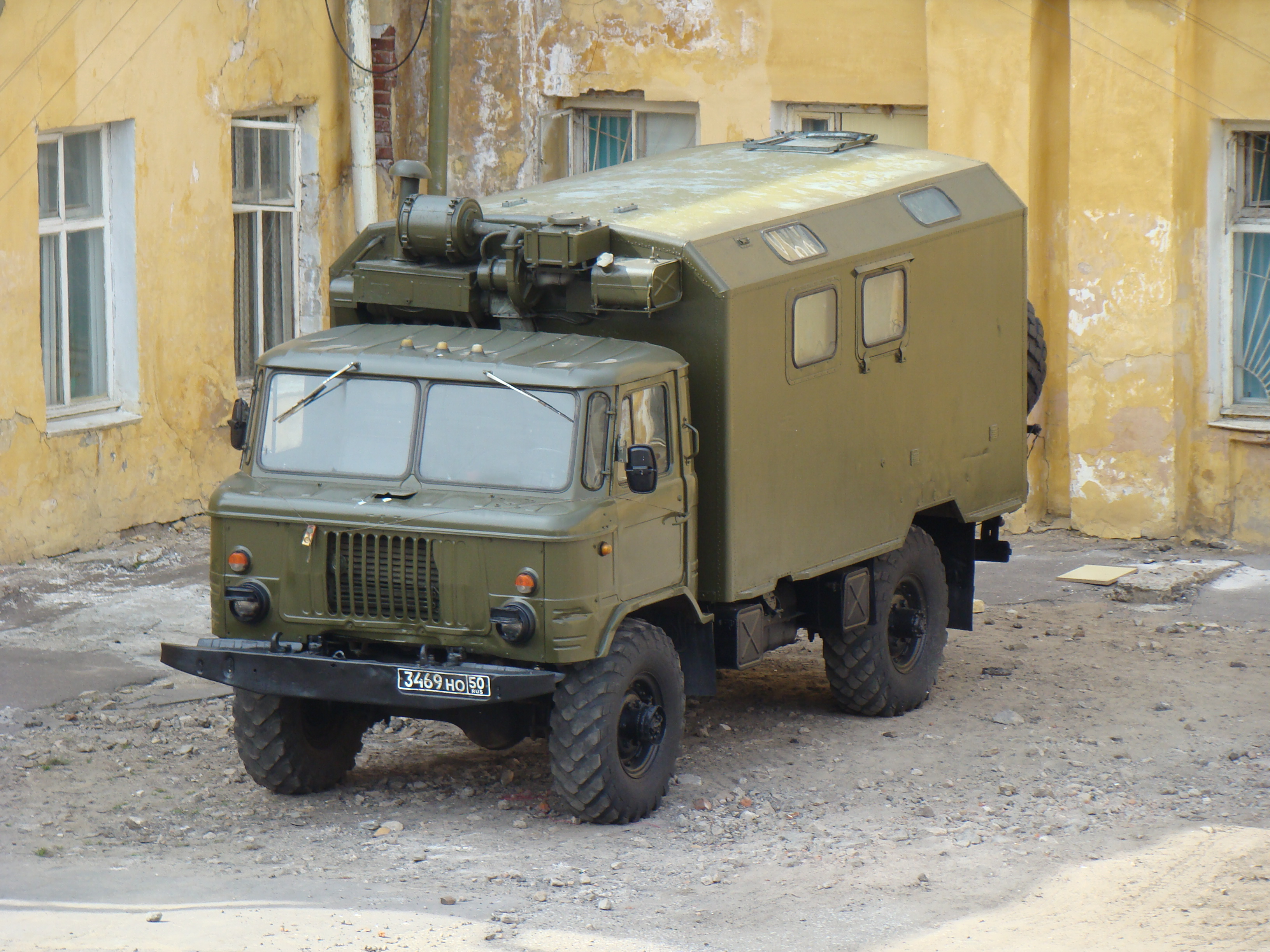
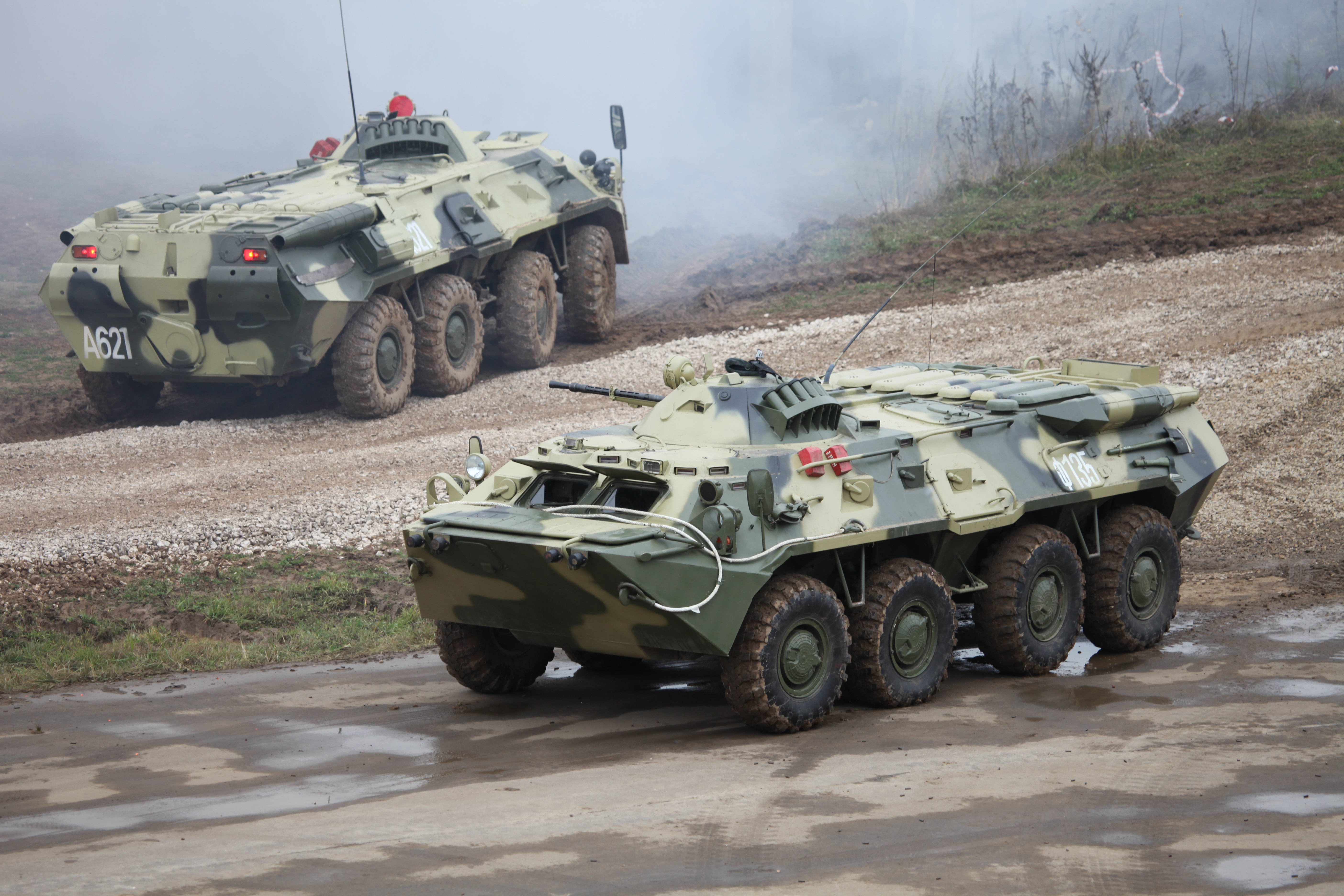
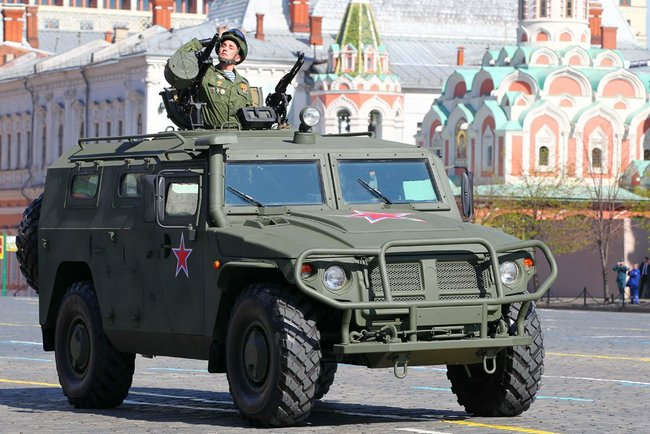
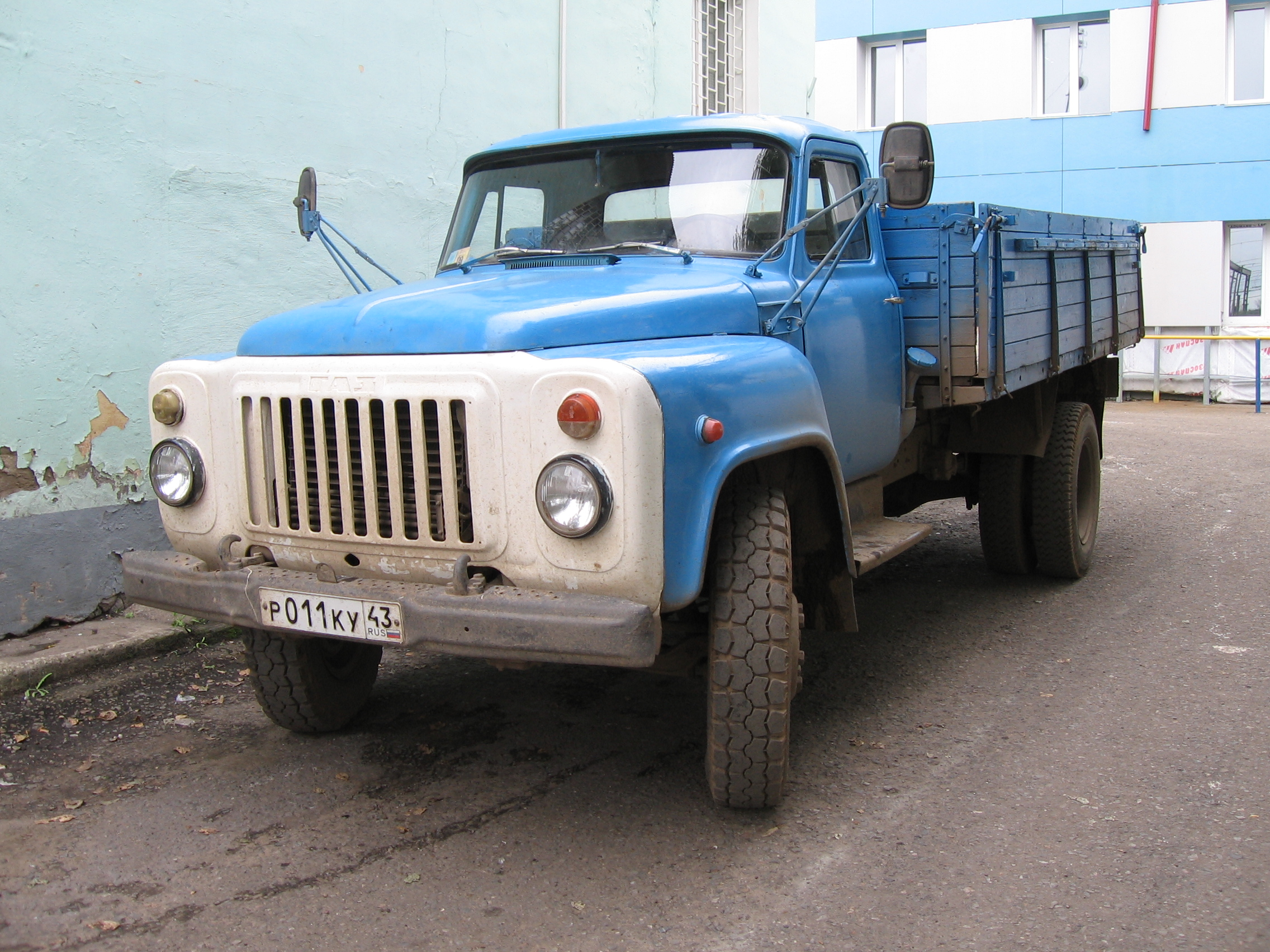
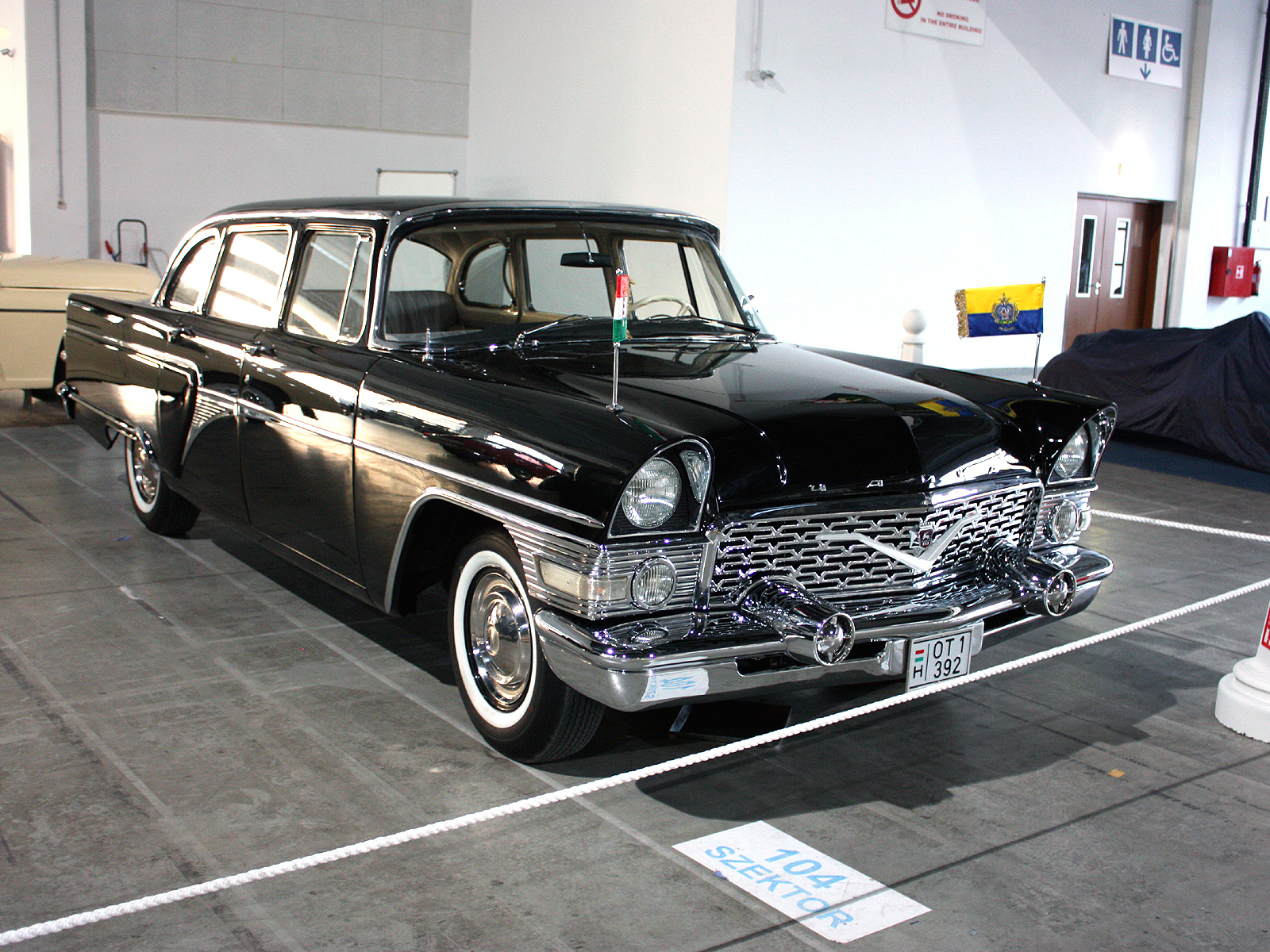
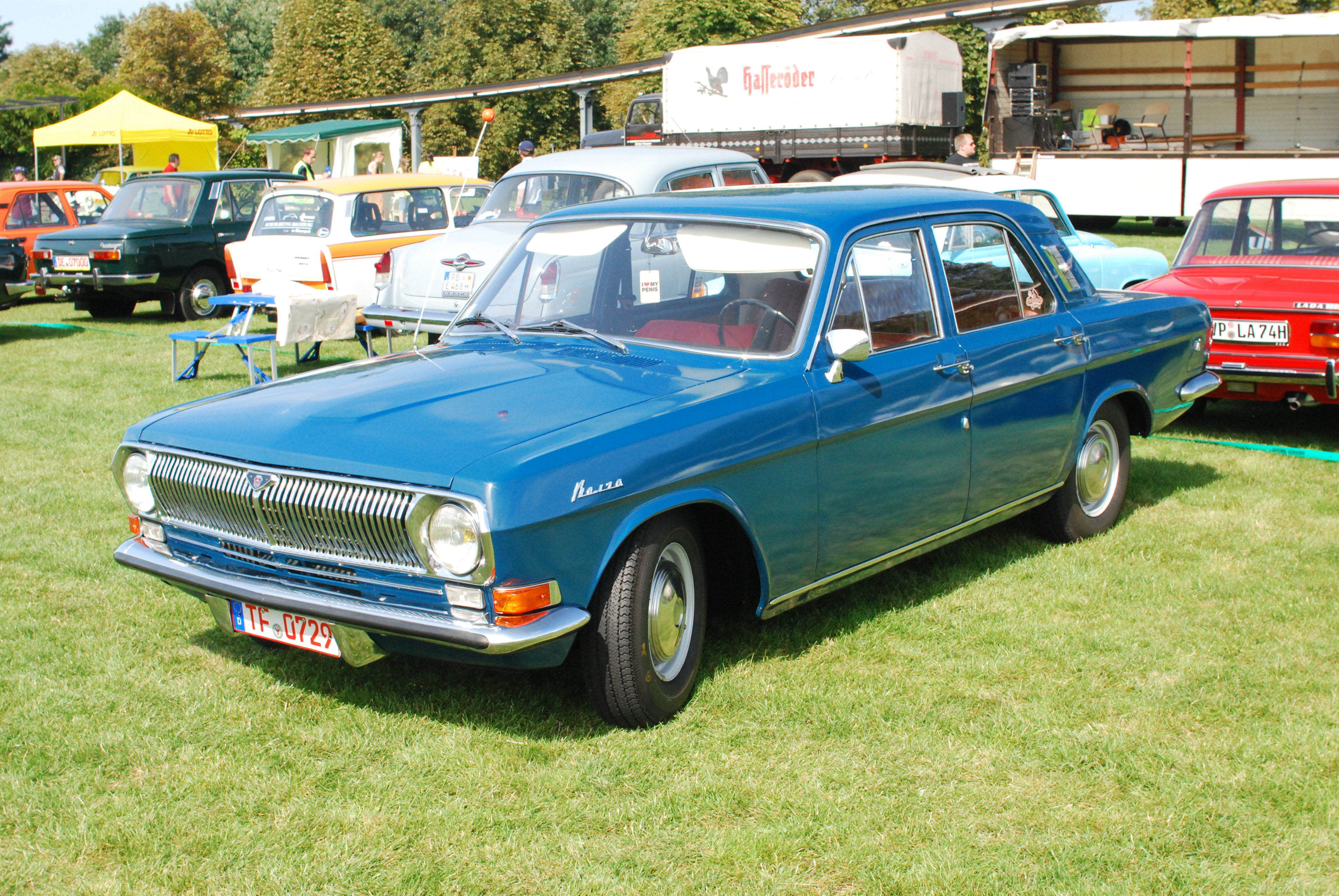
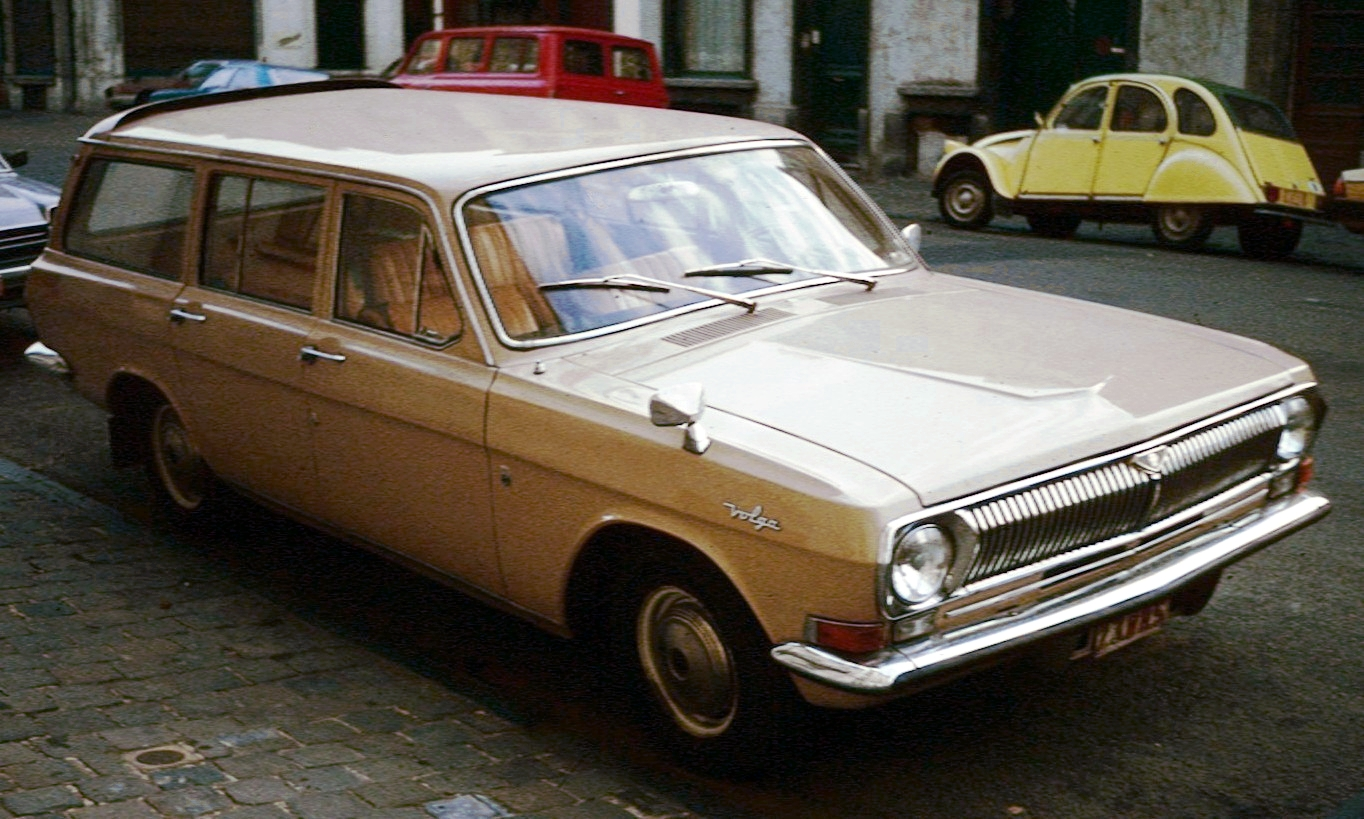
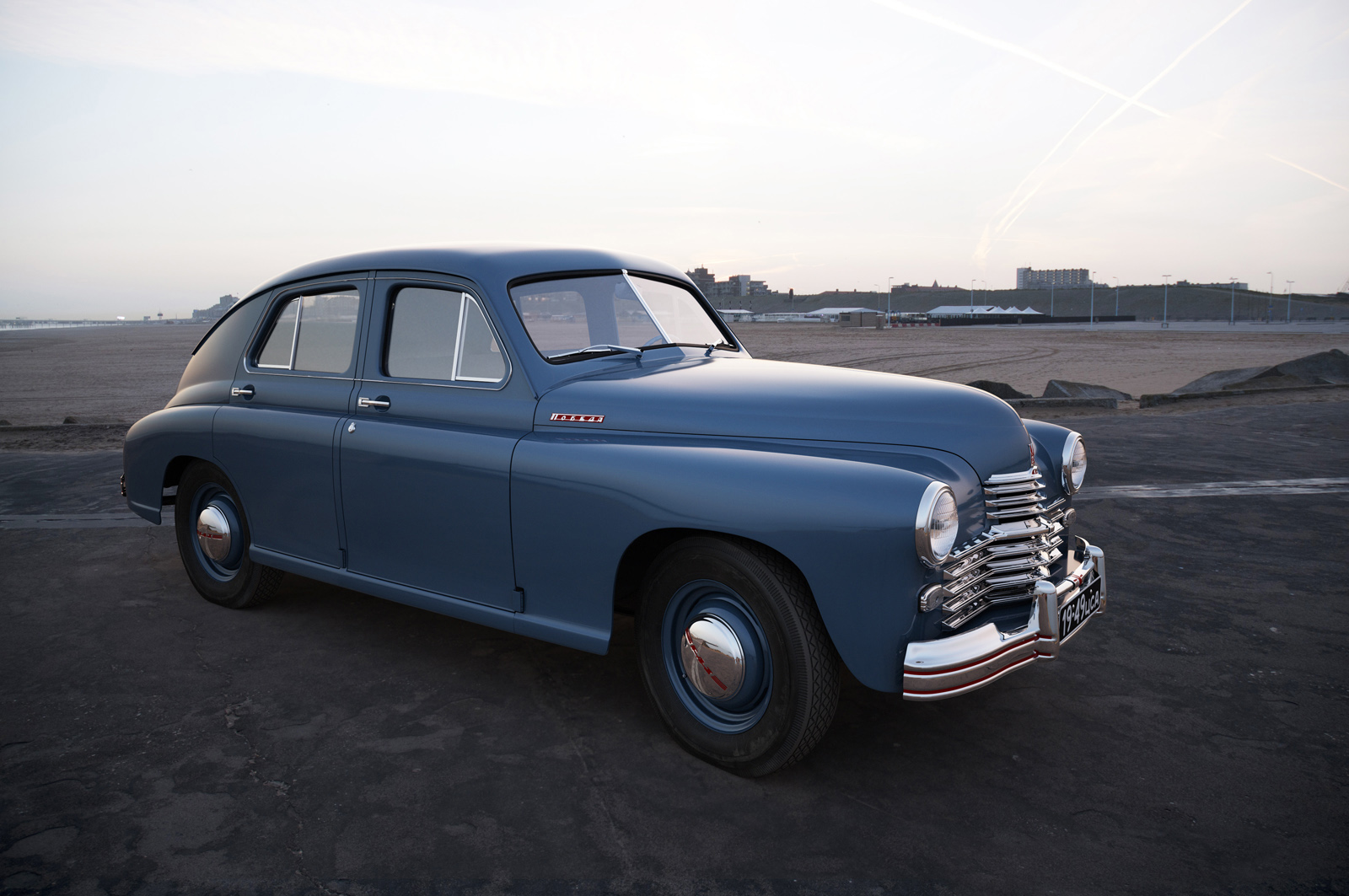
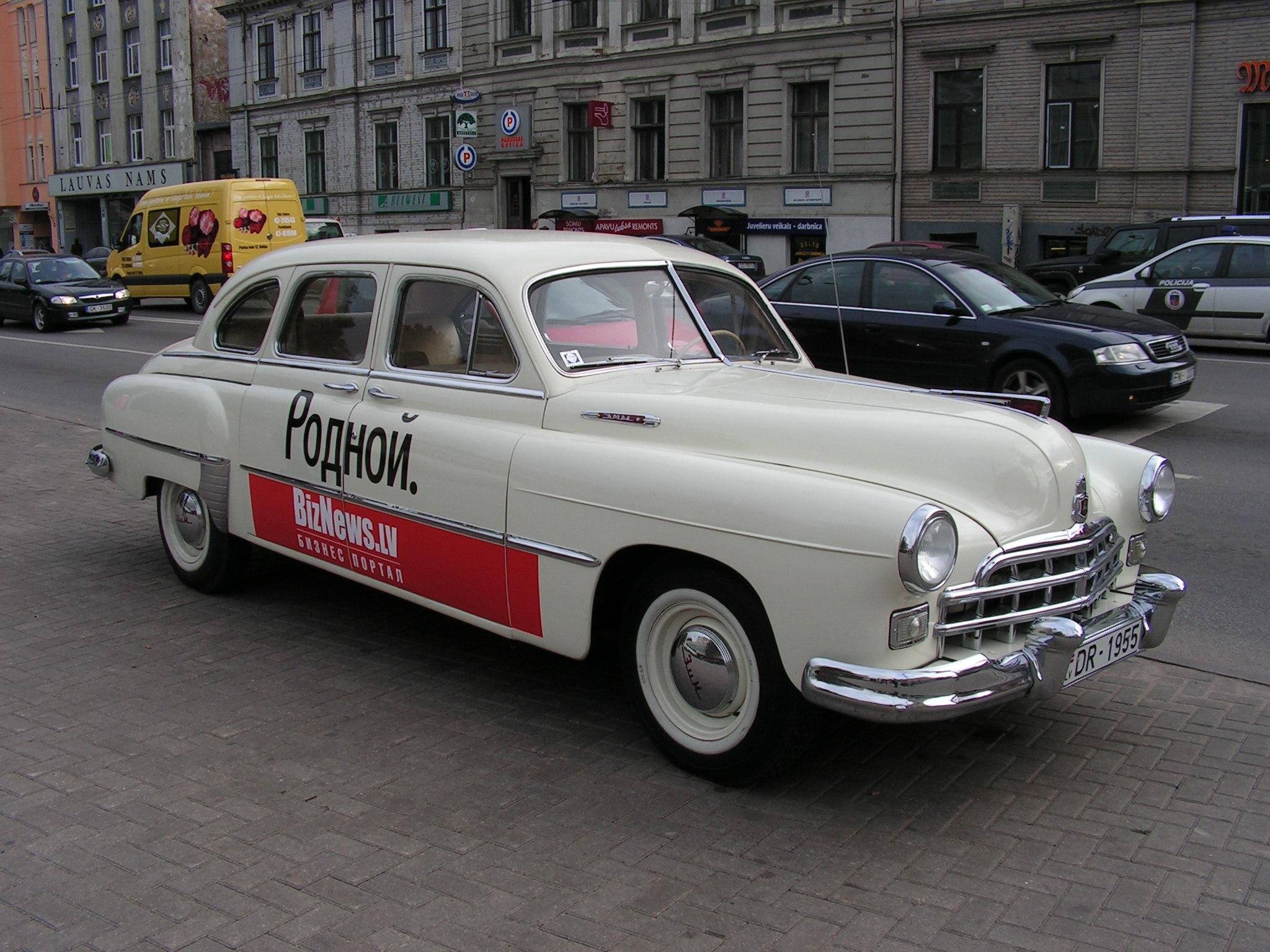
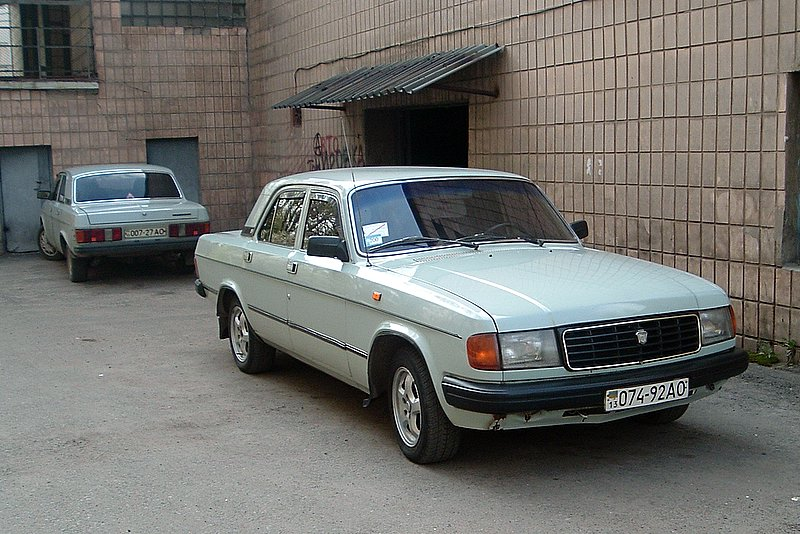
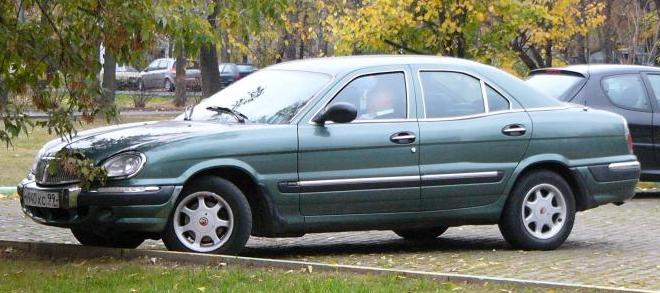
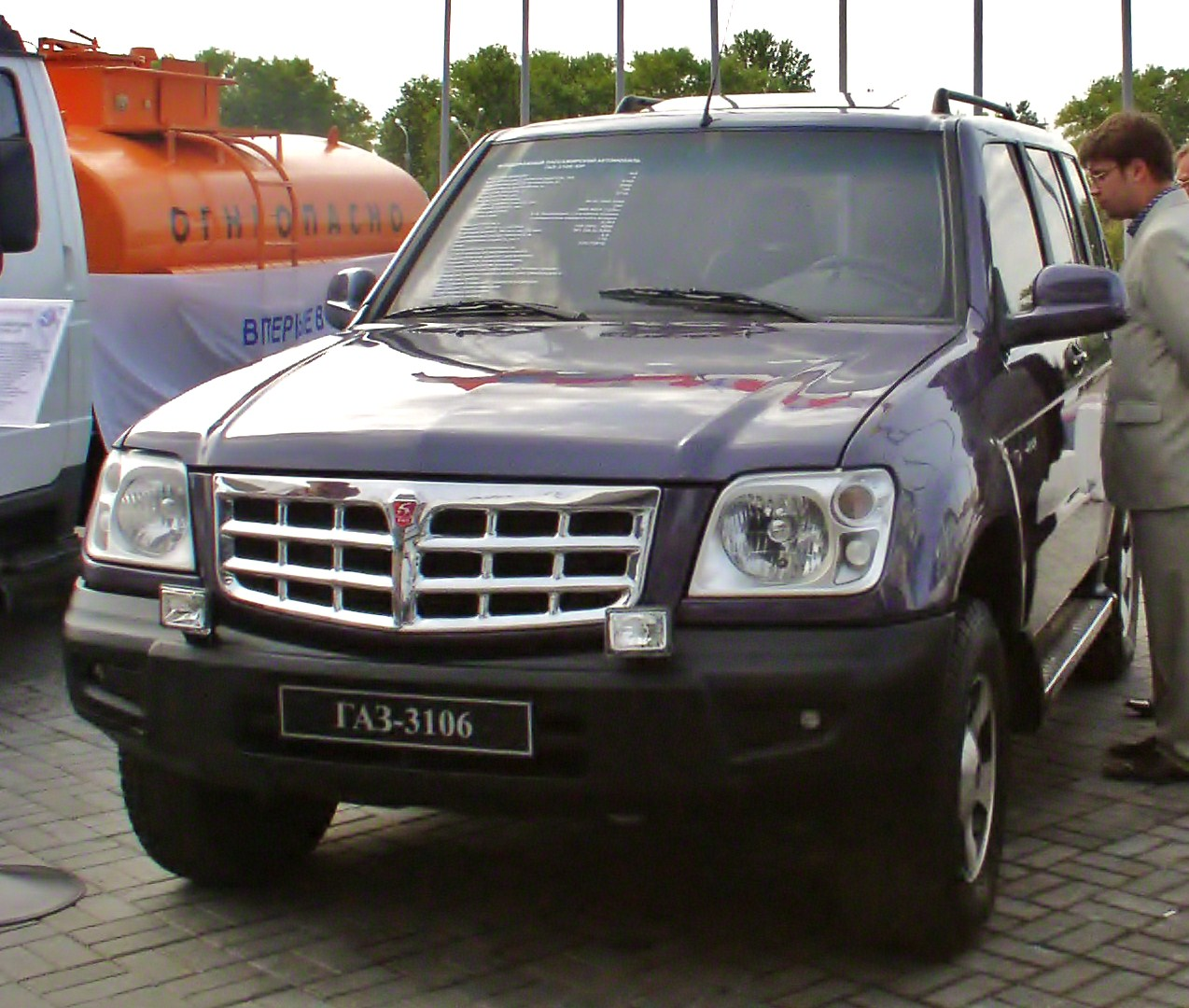
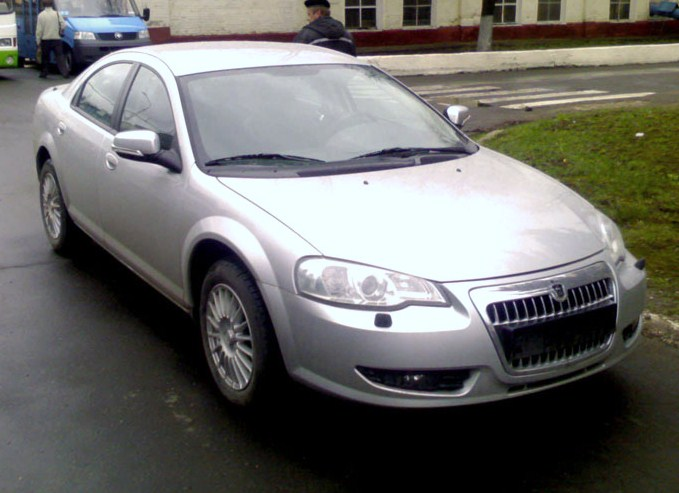